# Marko Ivan Rupnik

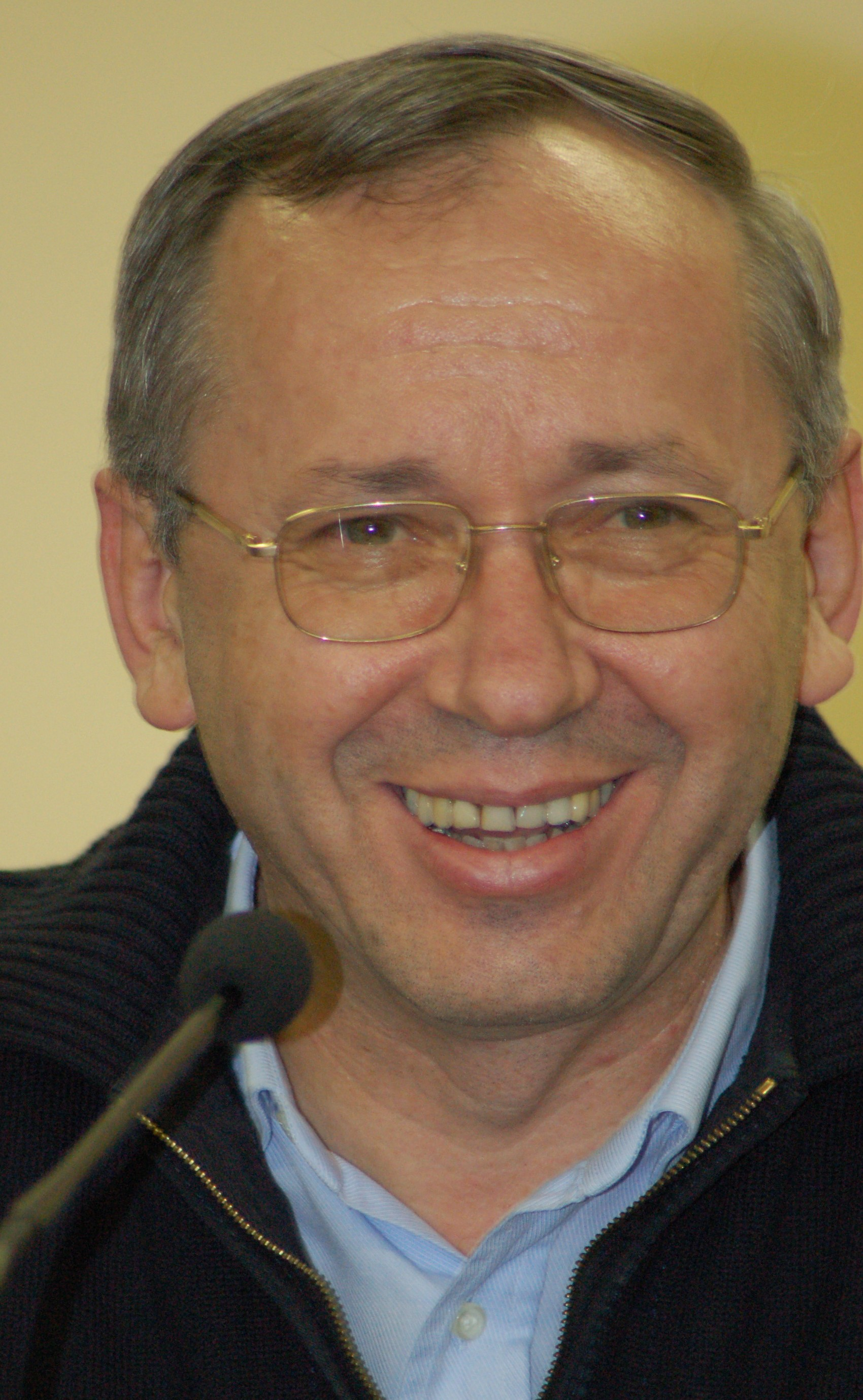
Marko Ivan Rupnik (2008)

Marko Ivan Rupnik (* 28. November 1954 in Zadlog, Gemeinde Idrija) ist ein slowenischer römisch-katholischer Priester, Theologe und bildender Künstler, der sich vor allem mit Mosaikentwürfen für zahlreiche Kirchen einen Namen gemacht hat, darunter die Kapelle Redemptoris Mater im Vatikan und die neuen Basiliken in Fátima und San Giovanni Rotondo. Er ist ein mutmaßlicher Missbrauchstäter und wurde 2023 von seinem Orden, den Jesuiten, ausgeschlossen.

## Leben
Rupnik trat nach der Gymnasialzeit 1973 der Gesellschaft Jesu bei. Er studierte Philosophie in Ljubljana, ab 1977 Kunst an der Päpstlichen Akademie der Schönen Künste und ab 1981 Theologie an der Gregoriana. 1985 empfing er die Priesterweihe und setzte seine Studien mit dem Schwerpunkt Missionswissenschaft fort. 1987–1991 arbeitete er im Jesuitenzentrum in Görz vor allem mit Jugendlichen. 1991 wurde er an der Gregoriana mit einer Arbeit zum Verhältnis von Kunst und Evangelisierung promoviert. Seitdem lebt er in Rom als Direktor des künstlerisch-spirituellen Centro Aletti und als Dozent an mehreren Hochschulen. Seit 1999 ist er Konsultor des Päpstlichen Rats für die Kultur. Für sein kulturelles Wirken erhielt er hohe slowenische und internationale Auszeichnungen.
Das Logo zum von Papst Franziskus ausgerufenen Jahr der Barmherzigkeit wurde gleichfalls von Rupnik entworfen. Am 1. April 2017 berief ihn Papst Franziskus zum Konsultor der Kongregation für den Klerus. Im Dezember 2022 wurden Vorwürfe gegen P. Rupnik öffentlich bekannt, er sei gegenüber Frauen übergriffig geworden.

## Missbrauchsvorwürfe, Exkommunikation und Ausschluss aus dem Orden
Die Gesellschaft Jesu bestätigte am 2. Dezember 2022, dass Rupnik in den Monaten zuvor auf Ersuchen des Dikasteriums für die Glaubenslehre einer kanonischen Untersuchung unterzogen worden war. Im Jahr 2021 hatte das Dikasterium von mehreren Nonnen eine Beschwerde wegen Missbrauchs im Jahr 1995 erhalten. Nach Medienberichten wurden über die Jahre mindestens neun, womöglich bis zu zwanzig Frauen Opfer Rupniks. Unter anderem soll er zwei Nonnen eingeredet haben, beim Sex zu dritt würden sie die Heilige Dreifaltigkeit imitieren. Die Jesuiten ernannten daraufhin einen Ordensmann aus einem anderen Institut zum externen Ermittler, während Rupnik vorsorglich verschiedene Einschränkungen auferlegt wurden, wie etwa das Verbot, Beichte zu hören, als geistlicher Begleiter zu wirken, Exerzitien zu halten und ohne Erlaubnis seiner Oberen an öffentlichen Aktivitäten teilzunehmen. Als das Dikasterium das Ergebnis der Untersuchung erhielt, wies es den Fall ab: Nach kanonischem Recht verjährt ein Fall nach 20 Jahren, während sich die Anschuldigungen gegen Rupnik auf einen Zeitraum von vor fast 30 Jahren bezogen.
Der Generalobere der Jesuiten, Arturo Sosa, teilte daraufhin am 14. Dezember 2022 mit, dass Rupnik nach einer Beschwerde aus dem Jahr 2019 vom Vatikan wegen einer kirchenrechtlich strafbewehrten Lossprechung einer Tatbeteiligten (Absolutio complicis; 1378, § 1  CIC) verurteilt und sanktioniert worden war. Rupnik hatte einer Frau in der Beichte die Absolution erteilt, die er zu sexuellen Handlungen mit sich bewogen hatte. Rupniks Exkommunikation wurde aufgehoben, nachdem er sein Vergehen eingestanden und bereut hatte. Trotz der früheren Erklärung vom 2. Dezember 2022 stammten die Einschränkungen von Rupniks Dienst „tatsächlich von dieser Verurteilung im Zusammenhang mit der Beichte und nicht von den Anschuldigungen aus dem Jahr 2021, die das Büro für Sexualverbrechen des Vatikans auf Eis gelegt hat, weil sie als zu alt für eine Strafverfolgung angesehen wurden.“ Viel spricht dafür, dass Franziskus selbst die Rücknahme der Exkommunikation seines Ordensbruders veranlasst oder vollzogen hat. Es ist unbekannt, wann und wo sich der Vorfall mit der Absolutio complicis ereignet hat. Der Orden teilte mit, dass Rupnik außer den als Vorsichtsmaßnahme verhängten Sanktionen keine weiteren Strafen zu befürchten habe. Die „betreffenden Taten“ seien „als verjährt zu betrachten“, die Akte Rupnik sei „Anfang Oktober 2022 geschlossen“ worden.
Nach seiner Verurteilung hielt Rupnik 2020 eine Fasten-Meditation für in der Römischen Kurie beschäftigte Priester; darunter waren Papst Franziskus und Kardinal Ladaria. Rupnik traf sich am 3. Januar 2022 privat mit Papst Franziskus.
Der Jesuitenorden veröffentlichte auf seiner Webseite eine genaue Chronologie der Vorgänge. Eine Liste der Orte, an denen Rupnik tätig war, soll weiteren Betroffenen helfen, sich zu melden. Das Hilfswerk Renovabis, das von Rupnik vermittelte Projekte unterstützt hatte, distanzierte sich von ihm ebenso wie die slowenische Bischofskonferenz, die die „emotionalen, sexuellen und spirituellen Gewalttaten Rupniks sowie seinen schweren Missbrauch des Sakraments der Beichte“ verurteilt.
Der Jesuitenorden schloss Rupnik am 9. Juni 2023 aus der Ordensgemeinschaft aus, da er „sich hartnäckig weigerte, das Gehorsamsgelübde einzuhalten“, wie die Jesuiten mitteilten; er habe es abgelehnt, zu Vorwürfen mutmaßlicher weiterer Betroffener Stellung zu nehmen, und sei nicht bereit gewesen, in einer anderen Jesuiten-Kommunität eine neue Aufgabe anzunehmen, in der der Orden „ihm eine letzte Chance als Jesuit“ geboten habe, „mit seiner Vergangenheit ins Reine zu kommen und den vielen Geschädigten, die gegen ihn aussagten, ein klares Signal zu geben, um einen Weg der Wahrheit einzuschlagen“.
Hinsichtlich einer von Rupnik gegründeten Schwesterngemeinschaft der Loyola-Kommunität verfügte das Ordensdikasterium am 20. Oktober 2023 die Auflösung, was das Erzbistum Ljubljana am 15. Dezember 2023 bekannt gab. Zwei ehemalige Loyola-Schwestern sprachen im März 2024 in Rom öffentlich darüber, was Rupnik ihnen angetan hatte.
Auf Anordnung von Papst Franziskus werden die Untersuchungen gegen Rupnik fortgesetzt.